# 玛蒂尔德·格勒莫
玛蒂尔德·格勒莫（法語：Mathilde Gremaud，2000年2月8日—），瑞士女子自由式滑雪运动员。她曾代表瑞士参加2018年和2022年冬季奥林匹克运动会自由式滑雪比赛，获得一枚金牌、一枚银牌和一枚铜牌。